# 케빈 맥널리
케빈 맥낼리(Kevin McNally, 영어 발음: /məkˈnæli/, 1956년 4월 27일 ~ )는 잉글랜드의 배우, 영화 각본가이다.

## 출연 작품
- 피아니스트의 전설 (1998년, 단역)
- 슬라이딩 도어즈 (1998년, 폴 역)
- 엔트랩먼트 (1999년, 단역)
- 웬 더 스카이 폴스 (2000년, 조연)
- 컨스피러시 (2001년, 단역)
- 하이 힐 크라임 (2001년, 조역)
- 캐리비안의 해적: 블랙 펄의 저주 (2003년, 조세미 깁스 역)
- 쟈니 잉글리쉬 (2003년, 수상 역)
- 드 러블리 (2004년, 조연)
- 오페라의 유령 (2004년, 조연)
- 데드 피쉬 (2005년, 조연)
- 스쿠프 (2006년, 마이크 틴슬리)
- 캐리비안의 해적: 망자의 함 (2006년, 조세미 깁스 역)
- 캐리비안의 해적: 세상의 끝에서 (2007년, 조세미 깁스 역)
- 작전명 발키리 (2008년, 카를 프레드히히 괴르델러 역)
- 폭풍의 언덕 (2009년, 조연)
- 캐리비안의 해적: 낯선 조류 (2011년, 조세미 깁스 역)
- 더 레이븐 (2012년, 매덕스 역)
- 턴 (2013년, 조연)
- 500 마일즈 노스 (2013년, 그라운즈먼 역)
- 바운티 킬러 (2013년, 윌리 역)
- 캐리비안의 해적: 죽은 자는 말이 없다 (2017년, 깁스 역)